# Opposition (astronomi)
 For alternative betydninger, se Opposition (flertydig). (Se også artikler, som begynder med Opposition)
Opposition er et udtryk, som i astronomi betyder, at to himmellegemer befinder sig på modsatte side af himlen, når de betragtes af en iagttager (der sædvanligvis er på Jorden):56 :130 . Mere præcist indtræffer opposition, når forskellen på de to himmellegemers ekliptikale længde er 180°, hvilket illustreres på figuren til højre. Det astronomiske symbol for opposition er ☍, der har Unicode-værdien U+260D.
En planet (eller en asteroide eller komet) siges at være "i opposition", når den er i opposition til Solen set fra Jorden, så derfor optræder opposition kun for de ydre planeter. Dette er det bedste tidspunkt for observation af en planet, da
- den er synlig næsten hele natten, idet den står op omkring solnedgang, kulminerer omkring midnat og går ned omkring solopgang
- den er tæt på i sit omløb om Solen at være nærmest Jorden, så den derfor har størst mulig vinkeludstrækning
- den såkaldte oppositionseffekt bevirker en forøger mængden af reflekteret lys fra legemer, hvis overflade indeholder mange ujævnheder og deres skygger ikke længere ses

I tiden omkring oppositionen bevæger planeten sig retrogradt, dvs. i modsat retning af den sædvanlige (prograde) bevægelse mod øst.
Månen, som jo kredser om Jorden, står i opposition til Solen ved fuldmåne. Når Månens ekliptikale bredde ved den lejlighed er lav, optræder en måneformørkelse.

## Marsoppositioner
Som ydre planet kan Mars komme i opposition. Det sker med mellemrum på gennemsnitlig 780 døgn eller 2.14 år. Da banen for Mars er ret ekscentrisk (e = 0.0934), kan afstanden til Jorden ved opposition variere en del, det samme gælder planetens vinkeludstrækning.
Tabellen herunder viser data for marsoppositioner i tidsrummet 2022 - 2040.
Til sammenligning er medtaget den ekstremt gunstige perihelopposition i 2003. Den indtraf 28. august 2003 kl. 17:58:49 UT, kun to døgn før perihelpassagen. Mindste afstanden til Jorden fandt sted allerede dagen før, den 27. august kl. 09:51:14 UT. Der var tale om den mindste afstand i 59 619 år.
| Opposition        | Opposition         | Mindste afstand   | Mindste afstand | Mindste afstand | Mindste afstand  |
| Dato              | Størrelses- klasse | Dato              | au              | millioner km    | Vinkel- diameter |
| ----------------- | ------------------ | ----------------- | --------------- | --------------- | ---------------- |
| 2003 aug 28 17:59 | −2.88              | 2003 aug 27 09:51 | 0.37272         | 55.758006       | 25.11″           |
| 2022 dec 8 05:36  | −1.87              | 2022 dec 1 02:18  | 0.54447         | 81.45           | 17.19″           |
| 2025 jan 16 02:32 | −1.38              | 2025 jan 12 13:38 | 0.64228         | 96.08           | 14.57″           |
| 2027 feb 19 15:45 | −1.21              | 2027 feb 20 00:14 | 0.67792         | 101.42          | 13.81″           |
| 2029 mar 25 07:43 | −1.34              | 2029 mar 29 12.56 | 0.64722         | 96.82           | 14.46″           |
| 2031 maj 4 11:57  | −1.80              | 2031 maj 12 03:50 | 0.55336         | 82.78           | 16.91″           |
| 2033 jun 28 01:24 | −2.51              | 2033 jul 5 11:19  | 0.42302         | 63.28           | 22.13″           |
| 2035 sep 15 19:33 | −2.84              | 2035 sep 11 14:21 | 0.38041         | 56.91           | 24.61″           |
| 2037 nov 19 09:04 | −2.16              | 2037 nov 11 08:00 | 0.49358         | 73.84           | 18.96″           |
| 2040 jan 2 15:21  | −1.53              | 2039 dec 28 14:47 | 0.61092         | 91.39           | 15.32″           |